# 西田堯
西田 堯（にしだ たかし、1915年12月8日 - 2004年12月19日）は、日本の経営者。同和鉱業社長、会長を務めた。

## 経歴
大阪府出身。1939年に京都帝国大学工学部採鉱学科を卒業し、同年に藤田組に入社。1963年に同和鉱業取締役に就任し、1971年5月に常務、1977年6月に副社長を経て、1981年6月に社長に就任。1987年6月に会長に就任し、1991年6月には相談役に退いた。
1963年に藍綬褒章を受章し、1986年11月に勲二等旭日重光章を受章。